# Бакали, Махмут
Махмут Бакали (алб. Mahmut Bakalli; 19 января 1936, Джяковица — 14 апреля 2006, Приштина) — югославский и косовский политик.
Окончил факультет политологии Белградского университета, был преподавателем социологии на факультете философии Университета Приштины. Он начал политическую карьеру в молодежной организации Союза коммунистов Косова, избран её лидером в 1961 году. В 1967 он стал главой отделения партии в Приштине, затем был избран в ЦК Коммунистической партии Сербии и Президиума ЦК Союза коммунистов Югославии.
Бакали возглавлял коммунистов Косова в конце 70-х и начала 80-х, но ушёл в отставку в 1981 году после разгона полицией протестов этнических албанцев. Он провел два года под домашним арестом, прежде чем был исключен из партии. После этого, ему было разрешено работать в провинциальной научной ассоциации до выхода на пенсию, но он был вынужден уволиться, когда Слободан Милошевич увеличил сербский контроль над Косово в конце 80-х годов.
Он был членом Ассамблеи Косова в 2001 года, также работал советником премьер-министра Агима Чеку.
В 2002 году Бакали был первым свидетелем по даче показаний Международному трибуналу по бывшей Югославии в Гааге на процессе Слободана Милошевича.
Он умер от рака горла в возрасте 70 лет. Имел жену и трех дочерей. Награждён орденом Братства и единства с золотым венком, орденом Военных заслуг с золотыми мечами и другими высокими наградами Югославии.